# Julián Lladosa Dalmau
Julián Lladosa Dalmau (Benifaió, 1974) és un fotògraf valencià.
Nascut a Benifaió, on la seua família regentava un Ultramarins, comença els seus estudis en fotografia als anys 80, especialitzant-se en espais urbans. El 2004 guanya el primer premi de fotografia digital Gabriel Cualladó, organitzat per l'IVAM. El 2018 feu una sèrie dedicada a les discoteques abandonades de la Ruta Destroy. El 2022, cedí part del seu arxiu a l'Ajuntament de Benifaió.